# 霧島市立高千穂小学校
霧島市立高千穂小学校（きりしましりつ たかちほしょうがっこう）は、鹿児島県霧島市牧園町高千穂（旧・姶良郡牧園町）にある市立小学校。
全国の小学校でも珍しく、学校内に「わらべや」という浴場を有している。児童のみ利用可能であり、標高の高い位置にあるためプールの授業が終了すると体が冷えるので、入浴することとなっている。

## 沿革
- 1901年（明治34年） - 高千穂小学校の前身となる中津川小学校母ヶ野分教場が設置される。
- 1908年（明治41年） - 中津川小学校より分教場が独立し、竜石尋常小学校として開校する。
- 1921年（大正10年） - 高千穂尋常高等小学校に改称。
- 1941年（昭和16年） - 国民学校令が施行されたのに伴い、高千穂国民学校に改称。
- 1947年（昭和22年） - 学制改革が行われ、牧園町立高千穂小学校に改称。
- 2005年（平成17年） - 国分市と姶良郡6町の新設合併に伴い、霧島市立高千穂小学校と改称。

## 通学区域
- 霧島市牧園町高千穂の全域[2]

## 周辺
- 霧島温泉郷
- 霧島市立高千穂保育園